# Brian Mawhinney
Brian Stanley Mawhinney, baron Mawhinney (ur. 26 lipca 1940 w Belfaście, zm. 9 listopada 2019 w Peterborough) – brytyjski polityk, członek Partii Konserwatywnej, minister w drugim rządzie Johna Majora.
Wykształcenie odebrał w Royal Belfast Academical Institution oraz na Queen’s University w swoim rodzinnym mieście, gdzie studiował fizykę. Naukę kontynuował w Royal Free Hospital w Londynie, gdzie wyspecjalizował się w promieniowaniu. W latach 1968–1970 był asystentem w dziale badań nad promieniowaniem na Uniwersytecie Iowa. Następnie powrócił do Royal Free Hospital, gdzie został wykładowcą.
Do Izby Gmin dostał się w 1979 r., wygrywając wybory w okręgu Peterborough. W latach 1986–1992 był młodszym ministrem w departamencie Irlandii Północnej. W latach 1992–1994 był ministrem stanu w ministerstwie zdrowia. W 1994 r. został członkiem gabinetu jako minister transportu. W 1995 r. został przewodniczącym Partii Konserwatywnej i ministrem bez teki. Po likwidacji jego okręgu wyborczego w 1997 r. wystartował w wyborach w okręgu North West Cambridgeshire i wygrał wybory, pomimo dotkliwej porażki konserwatystów w skali całego kraju.
W gabinecie cieni Williama Hague’a był ministrem spraw wewnętrznych, ale zrezygnował w 1998 r. i powrócił do tylnych ław parlamentu. Z miejsca w Izbie Gmin zrezygnował w 2005 r. 24 czerwca został kreowany parem dożywotnim baron Mawhinney i zasiadł w Izbie Lordów.
Jako prezes (od 2003 r.) The Football League odpowiadał za reorganizację rozgrywek piłkarskich w lidze.
Był osobą głęboko religijną. Przez pięć lat był członkiem Synodu Generalnego.